# لاکهید ال-۱۲۴۹ سوپر کونستلیشن
لاکهید ال-۱۲۴۹ سوپر کونستلیشن (به انگلیسی: Lockheed L-1249 Super Constellation) یک هواگرد ساختِ کارخانهٔ لاکهید کورپوریشن در کشور ایالات متحده آمریکا است که در سال ۱۹۵۴ ساخته شد. نخستین استفاده‌کنندهٔ این هواگرد نیروی دریایی ایالات متحده آمریکا بوده‌است. این هواگرد برای نخستین بار در ۱ سپتامبر ۱۹۵۴ میلادی مورد استفاده قرار گرفت.